# Achalcus vaillanti
Achalcus vaillanti är en tvåvingeart som beskrevs av Jacques Brunhes 1987. Achalcus vaillanti ingår i släktet Achalcus och familjen styltflugor.
Artens utbredningsområde är Frankrike. Arten är reproducerande i Sverige. Inga underarter finns listade i Catalogue of Life.